# Emmanuel Amapakabo
Pas d'image ? Cliquez ici

a Compétitions nationales et continentales officielles uniquement.

b Matchs officiels uniquement.
Dernière mise à jour le 16 septembre 2012.
Emmanuel Amapakabo, né le 23 décembre 1973 à Orlu au Nigeria, est un joueur de rugby à XV nigérian, qui joue avec l'équipe de Côte d'Ivoire, évoluant aux postes de troisième ligne aile, troisième ligne centre ou deuxième ligne.

## Biographie
Emmanuel Amapakabo est né le 23 décembre 1973 au sud du Nigeria d'une mère Ibo et d'un père d'ethnie Ijaw. Il vécut à Nsukka dans l'état Enugu, puis à Port Harcourt dans l'état de Rivers.
Il part s'installer en France en 1992, d'abord pour poursuivre ses études mais aussi ayant pratiqué le basketball toute sa jeunesse, espérait essayer d'intégrer le centre de formation de Pau-Orthez pour entamer une carrière de basketteur professionnel. Il fut conseillé par l’entraîneur de Pau-Orthez, à l'époque Claude Bergeaud, de s'orienter vers le rugby étant donné qu'il avait toutes les qualités pour réussir dans ce sport. Il intègre d'abord l'équipe d'Idron en Béarn puis il fut recruté par la section Paloise la même saison où il s'impose assez rapidement en position de deuxième ligne, puis troisième ligne. Il passe une saison à Mielan dans le Gers et fut remarqué par le Racing Club de Narbonne la saison d'après en 1995, qui sera sa première année en tant que rugbyman professionnel.
Il s'éloignera du terrain pendant deux saisons quand il retourna dans sa ville natale, Port-Harcourt pour s'occuper d'affaires familiales.
Il retourne en Corrèze en 1997 au CABCL, reste une saison, rejoint l'équipe du stade Toulousain en 1998.
Il jouera avec le FC Grenoble jusqu'en 2001 avec notamment une participation à la Coupe d'Europe dont Grenoble sera la seule équipe à battre les Anglais des Northampton Saints, futurs vainqueurs de l’épreuve.
Emmanuel Amapakabo retourne au CA Brive avant de rejoindre les Saracens en 2005-2006 et Esher de 2006 à 2008 dans le Surrey en Angleterre.
Il arrête le rugby en 2008 et se reconvertit dans le Hedge Fund d'abord, puis le trading de matière première en Suisse.
Il est membre du comité directeur de Provale durant 7 saisons.
Emmanuel Amapakabo est aussi le cousin de Richard Daddy Owobokiri.